# Hormoon

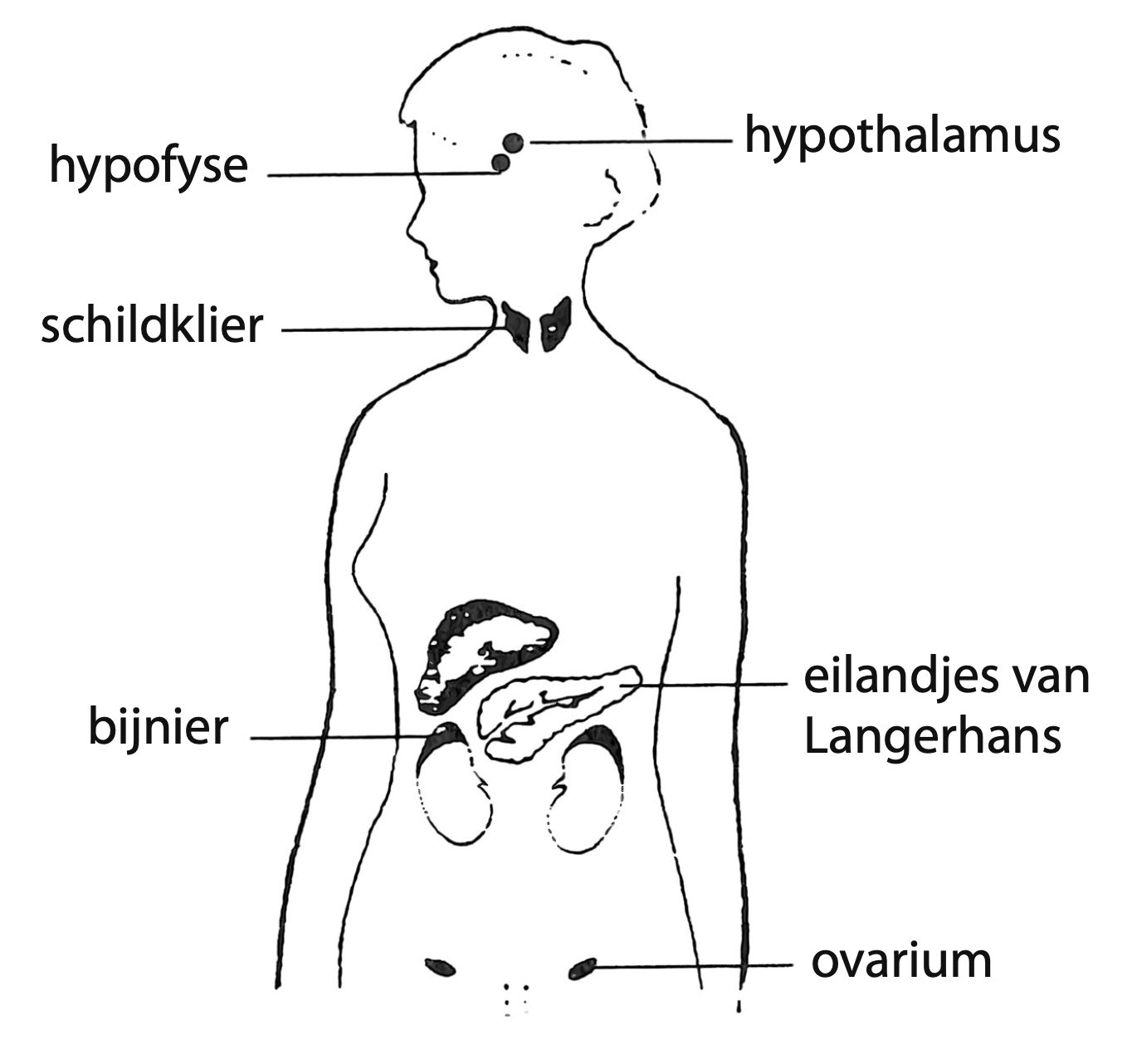
Enkele belangrijke hormoonklieren van het vrouwelijk endocrien systeem

Hormonen zijn signaalstoffen die in meercellige organismen diverse lichamelijke processen reguleren. In gewervelde dieren worden hormonen meestal door klieren afgescheiden en via de bloedsomloop naar de cellen van een doelwitorgaan gevoerd. Veelal hebben ze een stimulerend, soms een remmend effect op deze doelcellen. Kenmerkend voor hormonen is dat de plaats van uitwerking relatief ver weg ligt van de plaats van afgifte. De wetenschap die zich bezighoudt met de bestudering van hormonen heet endocrinologie, een tak van de fysiologie. 
Het woord hormoon is afgeleid van het Griekse hormáo dat 'in beweging zetten' betekent.
Er zijn zeer uiteenlopende verbindingen die als hormoon kunnen worden geclassificeerd. Bekende groepen hormonen zijn onder meer steroïden (zoals oestrogeen), aminozuurderivaten (zoals adrenaline of auxine), eicosanoïden, peptiden (zoals insuline) en gassen als ethyleen. Deze verbindingen zijn bij dieren verantwoordelijk voor de interne regulatie van processen als stofwisseling, spijsvertering, zintuiglijke waarneming, slaap, beweging en gedrag. In planten zijn hormonen voornamelijk van belang bij de groei en ontwikkeling. 
Op moleculair niveau zijn hormonen signaalmoleculen die op doelcellen inwerken door te binden aan een specifieke hormoonreceptor. Binnen de cel wordt vervolgens een signaalmechanisme in gang gezet, dat uiteindelijk een biologische respons tot gevolg heeft – zoals stijging van de bloedsuikerspiegel. Feedbackmechanismen zorgen voor evenwicht. Stoornissen van het endocriene systeem kunnen ten grondslag liggen aan uiteenlopende aandoeningen, zoals diabetes of hyperthyreoïdie. Sommige hormonen worden als farmaceutisch middel geformuleerd.

## Terugkoppeling en evenwicht
Hormonen hebben een regelfunctie in het lichaam en maken deel uit van min of meer complexe regelsystemen. De hoeveelheid hormoon wordt via negatieve terugkoppeling gereguleerd. Bij dit proces is de hypothalamus betrokken. Deze reageert op hormoonspiegels met eigen hormonen of via het zenuwstelsel om de hypofyse of andere endocriene klieren te reguleren. 
Het hormoon T4 (tetrajoodthyronine of thyroxine) wordt in de schildklier geproduceerd als reactie op het hormoon TSH (thyreoïdstimulerend hormoon) dat door de hypofyse wordt afgegeven. Het hormoon TSH wordt op zijn beurt weer geproduceerd als reactie op TRH (TSH-releasing hormone) dat door de hypothalamus wordt afgescheiden. Deze meet tegelijk de concentratie T4 in het bloed. Gaat deze concentratie over een bepaalde (drempel)waarde heen, dan wordt de productie van TRH (en daarmee van TSH en T4) geremd.

## Hormonen als medicijnen
Omdat hormonen lichaamseigen stoffen zijn die bij de werking van de meeste lichaamsfuncties een zeer belangrijke rol spelen, zijn ze een dankbaar object van studie voor de farmaceutische industrie, die de meeste hormonen in zuivere vorm heeft kunnen extraheren of synthetiseren, er (vaak nog sterker werkende) analoga van heeft gemaakt of geneesmiddelen die het effect van een hormoon juist blokkeren. 
Een voorbeeld van een hormoon-afgeleid geneesmiddel is levothyroxine (Thyrax). Thyrax is de synthetisch geproduceerde variant van thyroxine en wordt gebruikt bij een te weinig actieve schildklier. Thiamazol heeft het tegenovergestelde effect, omdat het juist de activiteit van de schildklier vermindert.
Ook in de natuur zijn bij planten of dieren vaak stoffen te vinden die een sterk effect op de mens hebben omdat ze het effect van een hormoon nabootsen (agonisten) of blokkeren (antagonisten).
Voorbeelden van hormonen of hormoonagonisten die als medicijn gebruikt worden:
- Aldosteron
- Anabole steroïden
- Anti-conceptiepil (oestrogeen)
- Corticosteroïden
- Glucagon
- Groeihormoon
- Insuline
- Morning-afterpil (levonorgestrel, lijkt op progesteron)
- Schildklierhormoon (T4 en T3)

Voorbeelden van hormoon-antagonisten die als medicijn gebruikt worden:
- α-blokkers
- ACE-remmers
- Androcur (anti-testosteron)
- antihistaminica
- β-blokkers
- H2-antagonisten
- thiamazol

## Lijst van menselijke hormonen
- ACTH (adrenocorticotroop hormoon) oftewel corticotropine
- ADH (antidiuretisch hormoon) oftewel vasopressine
- ANP (atriaal natriuretisch peptide)
- adrenaline
- aldosteron
- angiotensine
- calcitonine
- cholecystokinine
- cortisol (hydrocortison)
- dimethyltryptamine
- dopamine
- endorfine
- erytropoëtine (epo)
- FSH (follikelstimulerend hormoon)
- gastrine
- ghreline
- glucagon
- groeihormoon
- histamine
- Humaan choriongonadotrofine (HCG)
- insuline
- IGF1 (insuline-like growth factor)
- leptine
- LH (luteïniserend hormoon)
- melatonine
- 5-MeO-DMT (5-methoxy-dimethyltryptamine)
- noradrenaline
- oestrogeen: oestradiol, oestriol en oestron
- oxytocine
- parathormoon (PTH)
- prolactine
- progesteron
- renine
- secretine
- serotonine
- somatostatine
- testosteron
- T3 (tri-joodthyronine)
- T4 (thyroxine)
- TSH
- TRH

## Lijst vanendocrieneklieren
- alvleesklier
- bijnier
- bijschildklier
- epifyse (pijnappelklier)
- hypothalamus
- hypofyse
- nier
- schildklier
- gonaden
  - testes
  - ovarium